# がんばれドリンカーズ
『がんばれドリンカーズ』は、『ヤングチャンピオン』に掲載されていた水島新司の野球漫画。1992年7月から1993年4月まで連載された。単行本は全2巻。

## 概要
居酒屋「のみすけ」を舞台にした、人情味あふれる草野球漫画である。物語は六左ェ門が故郷から戻ってきたところからはじまり、のみすけの常連で草野球チーム「ドリンカーズ」を結成し、様々な草野球チームと試合をしていく。後半は千鶴をめぐる恋の行方と、のみすけのアルバイト・大下広のプロ入りをめぐる内容へと展開する。

## 主な登場人物

### ドリンカーズ
緒方六左ェ門
周囲からは六左ェ門、六、六さんと呼ばれている。職業はカメラマン。バツイチ。故郷の新潟で父親が倒れ面倒を見るために帰っていたが、父の逝去後は真っ先にのみすけに戻ってくる。「ドリンカーズ」結成に尽力し、チームの中心メンバーとして活躍する。ポジションは投手、捕手、内野、外野すべてこなせる。非常に怒りっぽいが、試合で故意にエラーしたり、頼まれて緩い投球をしたりするなど人情に弱い一面もある。ポジションは主にサード。
秋月千鶴
親しい仲間からはちーちゃんと呼ばれている。父親の亀吉が入院しており、一人でのみすけを切り盛りしている。運動神経は抜群であり、女性でありながらドリンカーズの投手も務める。
大下広
周囲からは広と呼ばれる。大学受験浪人生（2年目）。アルバイト募集の張り紙を見て、のみすけでアルバイトをはじめる。作新学院高等学校の出身でポジションは遊撃手だった。草野球で捕手をやっている最中に千葉ロッテマリーンズのスカウト・尻間の目に留まり、浪人中にドラフト9位で千葉ロッテマリーンズに指名される。
松五郎
単に、松、松さんとも呼ばれる。呑むと愚痴上戸になる。草野球チーム「マンモス」の助っ人として出場したときにサヨナラエラーを喫してしまう。そのいざこざを野球で決着させることになり、これがドリンカーズ結成の一因となっている。
風鈴屋
還暦の近い、おやじ。六左ェ門の良き理解者である。呑むと人の噂を言いふらす、バクロ上戸になる。
哲学堂
ドリンカーズというチーム名が気に食わず、六左ェ門と対立する。バツイチ。
豚吉
哲学堂と同じく、六左ェ門と対立する。
大原
周囲からのあだ名は完全さん、完全屋など。大阪にいた高校時代に完全試合を達成したことがあるらしく、それをのみすけで自慢しドリンカーズの一員となる。左投げで7種類の変化球を持つ。
みやのみつよし
周囲からのあだ名はスペアタイヤ、スペア、スペアさんなど。草野球チーム「清正クラブ」で補欠だったが、ドリンカーズに移籍する。酔うと野球が上手くなる。
秋月亀吉
千鶴の父親。のみすけの店主だが、六左ェ門が田舎に帰った後、何度か入退院を繰り返している。草野球監督としての采配には優れたものをもつ。わさび漬けが好物。

### その他
岩本
西都リーグ・五十田（いそだ）大学野球部の還暦を迎えたOBが結成した草野球チーム「老人倶楽部」のメンバー。かつて西都リーグでは名スラッガーとして鳴らしていた。
真利
女性の草野球チーム、「レッドスターズ」の選手。六左ェ門の元妻。
島田
会社の草野球チームに所属している。上司の高尾係長のことを不憫に思っており、草野球の試合で高尾係長の打席のときに緩い球を投げてくれるように六左ェ門にお願いする。
高尾係長
会社の草野球チームに所属している。仕事はできるが、無欲でお人よしのため社内での評価が低い。
尻間
尻間専太郎。千葉ロッテマリーンズのスカウト。競馬でいう大穴狙いのような「化け獲り」を好む。以前、別の球団のスカウトをクビになったという設定になっているが、尻間は野球狂の詩で日の本盛や水原勇気を探してきた東京メッツの名（迷?）スカウトである。
袴田
元ロッテの捕手、袴田英利。広の捕手としての資質を見抜く。